# Dipterocarpus turbinatus
Dipterocarpus turbinatus este o specie de copaci din familia Dipterocarpaceae nativă în nord-estul Indiei, Asia de Sud-Est și de Sud și cultivată în zonele înconjurătoare. Acest copac este o sursă importantă de lemn și e folosit pentru producerea placajului.

## Răspândire
Specia Dipterocarpus turbinatus crește în Cambodgia, Laos, China, Sri Lanka, Bangladesh, Thailanda, India (în Insulele Andaman, posibil și în Insulele Nicobar, Assam, Mizoram, Tripura, Meghalaya, Manipur), Vietnam și Myanmar. Arealul său include parcuri naționale.

## Descriere
Copacii din specia D. turbinatus sunt înalți, putând ajunge la o înălțime de circa 45 m. Scoarța este gri sau maro închis și este puțin fisurată longitudinal. Înflorirea durează din luna martie până în luna aprilie, iar producerea fructelor durează din luna iunie până în luna iulie.

## Habitat și stare ecologică
Acest copac este găsit în păduri tropicale de plante sempervirescente, semi-sempervirescente și de foioase. Este amenințat din cauza pierderii și fragmentării arealului. Suprafața arealului acestei specii este în scădere din cauza expansiunii agricole. Tolerează umiditatea foarte mare, fiind sensibilă la foc. Poate crește pe soluri compuse din bazalt. Această specie este clasificată de către Uniunea Internațională pentru Conservarea Naturii drept specie vulnerabilă.

## Utilizări
Rășina acestui copac este folosită în India pentru uleiul kanyin (după denumirea din Myanmar), numit și gurjun (În Bangladesh), iar în Cambodgia rășina aproape solidă a acestuia este folosită pentru a face torțe. Tot în Cambodgia, lemnul este folosit în tâmplărie. Lemnul este folosit și pentru producerea de placaj, decorațiuni interioare, canoe și căi ferate. În medicina bazată pe plante, arborele este folosit pentru tratarea gonoreei, leprei, psoriazisului, ulcerului și a altor boli de piele. În grădinile din gospodăriile din sudul Chinei, este cultivată ca plantă medicinală dar și ca plantă pentru parfumuri. De asemenea, este cultivată pentru rășină în provincia chineză Yunnan.